# Campionato centroamericano e caraibico di calcio 1961
Il Campionato centroamericano e caraibico di calcio 1961 (CCCF Championship 1961) fu la decima e ultima edizione della competizione calcistica per nazione organizzata dalla CCCF. La competizione si svolse in Costa Rica dal 1º marzo al 19 marzo 1961 e vide la partecipazione di nove squadre: Antille Olandesi, Costa Rica, Cuba, El Salvador, Guatemala, Haiti, Honduras, Nicaragua e Panama.
Così come era avvenuto vent'anni prima, nella prima edizione del torneo, la manifestazione si tenne in Costa Rica e fu vinta proprio da questa nazionale.
La CCCF organizzò questa competizione dal 1941 al 1961, anno in cui la CCCF si unì con la NAFC per formare la CONCACAF che istituì il Campionato CONCACAF a partire dal 1963.

## Formula
- Qualificazioni

Nessuna fase di qualificazione. Le squadre sono qualificate direttamente alla fase finale.
- Fase finale

Fase a gruppi - 9 squadre, divisi in due gruppi (uno da cinque squadre e uno da quattro squadre), giocano partite di sola andata. Le prime due classificate accedono al girone finale.
Girone finale - 4 squadre, giocano partite di sola andata. La prima classificata si laurea campione CCCF.

## Stadi
| San José                       | San José |
| Estadio Nacional de Costa Rica | San José |
| Capienza: 25.000               | San José |
|                                | San José |

## Squadre partecipanti
| Pr. | Squadra          | Data di qualificazione certa | Partecipante in quanto | Partecipazioni precedenti al torneo                | Ultima presenza |
| --- | ---------------- | ---------------------------- | ---------------------- | -------------------------------------------------- | --------------- |
| 1   | Costa Rica       | -                            | Qualificata di diritto | 8 (1941, 1943, 1946, 1948, 1951, 1953, 1955, 1960) | Cuba 1960       |
| 2   | Antille Olandesi | -                            | Qualificata di diritto | 6 (1941, 1948, 1953, 1955, 1957, 1960)             | Cuba 1960       |
| 3   | El Salvador      | -                            | Qualificata di diritto | 6 (1941, 1943, 1946, 1948, 1953, 1955)             | Honduras 1955   |
| 4   | Panama           | -                            | Qualificata di diritto | 6 (1941, 1946, 1948, 1951, 1955, 1957)             | Curaçao 1957    |
| 5   | Guatemala        | -                            | Qualificata di diritto | 5 (1943, 1946, 1948, 1953, 1955)                   | Honduras 1955   |
| 6   | Honduras         | -                            | Qualificata di diritto | 5 (1946, 1953, 1955, 1957, 1960)                   | Cuba 1960       |
| 7   | Nicaragua        | -                            | Qualificata di diritto | 4 (1941, 1943, 1946, 1951, 1953)                   | Costa Rica 1953 |
| 8   | Cuba             | -                            | Qualificata di diritto | 3 (1955, 1957, 1960)                               | Cuba 1960       |
| 9   | Haiti            | -                            | Qualificata di diritto | 1 (1957)                                           | Curaçao 1957    |

Nella sezione "partecipazioni precedenti al torneo", le date in grassetto indicano che la nazione ha vinto quella edizione del torneo, mentre le date in corsivo indicano la nazione ospitante.

## Fase finale

### Fase a gruppi

#### Classifica
| Pos | Squadra    | P.ti | G | V | N | P | GF | GS | DR  |
| --- | ---------- | ---- | - | - | - | - | -- | -- | --- |
| 1   | Costa Rica | 8    | 4 | 4 | 0 | 0 | 17 | 4  | +13 |
| 2   | Haiti      | 6    | 4 | 3 | 0 | 1 | 7  | 5  | +2  |
| 3   | Guatemala  | 4    | 4 | 2 | 0 | 2 | 7  | 7  | 0   |
| 4   | Panama     | 2    | 4 | 1 | 0 | 3 | 2  | 10 | -8  |
| 5   | Cuba       | 0    | 4 | 0 | 0 | 4 | 2  | 9  | -7  |

Costa Rica e Haiti si qualificano al girone finale.

#### Risultati
| San José 1º marzo 1961 | Costa Rica | 4 – 2 | Guatemala | Estadio Nacional de Costa Rica |

| San José 2 marzo 1961 | Haiti | 2 – 1 | Cuba | Estadio Nacional de Costa Rica |

| San José 5 marzo 1961 | Costa Rica | 4 – 1 | Cuba | Estadio Nacional de Costa Rica |

| San José 6 marzo 1961 | Guatemala | 2 – 0 | Panama | Estadio Nacional de Costa Rica |

| San José 7 marzo 1961 | Haiti | 2 – 0 | Panama | Estadio Nacional de Costa Rica |

| San José 8 marzo 1961 | Guatemala | 2 – 0 | Cuba | Estadio Nacional de Costa Rica |

| San José 8 marzo 1961 | Costa Rica | 6 – 1 | Panama | Estadio Nacional de Costa Rica |

| San José 11 marzo 1961 | Panama | 1 – 0 | Cuba | Estadio Nacional de Costa Rica |

| San José 11 marzo 1961 | Costa Rica | 3 – 0 | Haiti | Estadio Nacional de Costa Rica |

| San José 14 marzo 1961 | Haiti | 3 – 1 | Guatemala | Estadio Nacional de Costa Rica |

#### Classifica
| Pos | Squadra          | P.ti | G | V | N | P | GF | GS | DR  |
| --- | ---------------- | ---- | - | - | - | - | -- | -- | --- |
| 1   | El Salvador      | 5    | 3 | 2 | 1 | 0 | 11 | 2  | +9  |
| 2   | Honduras         | 4    | 3 | 2 | 0 | 1 | 10 | 3  | +7  |
| 3   | Antille Olandesi | 3    | 3 | 1 | 1 | 1 | 4  | 5  | -1  |
| 4   | Nicaragua        | 0    | 3 | 0 | 0 | 3 | 3  | 18 | -15 |

El Salvador e Honduras si qualificano al girone finale.

#### Risultati
| San José 3 marzo 1961 | Antille Olandesi | 2 – 1 | Nicaragua | Estadio Nacional de Costa Rica |

| San José 6 marzo 1961 | El Salvador | 0 – 0 | Antille Olandesi | Estadio Nacional de Costa Rica |

| San José 9 marzo 1961 | Honduras | 4 – 2 | Antille Olandesi | Estadio Nacional de Costa Rica |

| San José 10 marzo 1961 | El Salvador | 10 – 2 | Nicaragua | Estadio Nacional de Costa Rica |

| San José 12 marzo 1961 | El Salvador | 1 – 0 | Honduras | Estadio Nacional de Costa Rica |

| San José 13 marzo 1961 | Honduras | 6 – 0 | Nicaragua | Estadio Nacional de Costa Rica |

### Girone finale

#### Classifica
| Pos | Squadra     | P.ti | G | V | N | P | GF | GS | DR  |
| --- | ----------- | ---- | - | - | - | - | -- | -- | --- |
| 1   | Costa Rica  | 6    | 3 | 3 | 0 | 0 | 15 | 0  | +15 |
| 2   | El Salvador | 4    | 3 | 2 | 0 | 1 | 7  | 5  | +2  |
| 3   | Honduras    | 2    | 3 | 1 | 0 | 2 | 3  | 8  | -5  |
| 4   | Haiti       | 0    | 3 | 0 | 0 | 3 | 0  | 12 | -12 |

#### Risultati
| San José 15 marzo 1961 | Costa Rica | 3 – 0 | Honduras | Estadio Nacional de Costa Rica |

| San José 15 marzo 1961 | El Salvador | 2 – 0 | Haiti | Estadio Nacional de Costa Rica |

| San José 17 marzo 1961 | Costa Rica | 4 – 0 | El Salvador | Estadio Nacional de Costa Rica |

| San José 17 marzo 1961 | Honduras | 2 – 0 | Haiti | Estadio Nacional de Costa Rica |

| San José 19 marzo 1961 | Costa Rica | 8 – 0 | Haiti | Estadio Nacional de Costa Rica |

| San José 19 marzo 1961 | El Salvador | 5 – 1 | Honduras | Estadio Nacional de Costa Rica |